# Amador Pairoa
Amador Pairoa Trujillo (La Serena, 30 de abril de 1885 - Santiago, 15 de julio de 1944), fue un político chileno. Hijo de don José Miguel Pairoa y Clorinda Trujillo. Se casó con Margarita Epple Schwencke.

## Infancia y juventud
Se educó por su cuenta, en algunas escuelas públicas y en cuanto pudiera, ya que comenzó a ser obrero a los siete años de edad, desempeñándose en la maestranza de Ferrocarriles del Estado, como vendedor ambulante. 
Posteriormente, se dedicó a actividades cinematográficas; explotó comercialmente por su cuenta, algunos teatros y empresas productoras de películas. En 1910 construyó el primer teatro en la ciudad de Osorno.

## Desempeño laboral
Formó parte del circuito de Los Cuatro Diablos; fue director de la Chile Sono Film S.A. y socio de la Radiodifusora Nacional. Contribuyó a sostener el periódico “Bandera Roja”.  Organizó y financió la Editorial “Antares” y fue el creador del diario “Frente Popular”; colaboró también, en la fundación de "El Siglo". 
Entre otras cosas, se dedicó también a las actividades agrícolas, específicamente, a la crianza de aves finas. 
Viajó en repetidas oportunidades a Alemania, Estados Unidos, Francia, Holanda y España, por asuntos comerciales. 

## Actividades políticas
Militó en el Partido Comunista desde 1931; fue tesorero del Comité Central del partido. En el año 1936 fue relegado a Melinka, por manifestaciones en contra del gobierno.
Fue elegido Diputado por Santiago, Primer Distrito (1937-1941), como militante del Partido Nacional Democrático, nombre el cual adoptó el comunismo al encontrarse en clandestinidad por la Ley de Seguridad Interior del Estado. Integró la Comisión permanente de Gobierno Interior, de Educación Pública, la de Vías y Obras Públicas, la de Trabajo y Legislación Social y la de Policía Interior.
Electo Senador de la República por la agrupación provincial Curicó, Talca, Maule y Linares, para el período 1941-1949, esta vez su partido, el Partido Comunista, adoptó el nombre de Partido Progresista Nacional. Integró la Comisión permanente de Obras Públicas y Vías de Comunicación, de Trabajo y Previsión Social.
Entre las mociones presentadas con otros parlamentarios, está, la relativa a indemnización por accidentes del trabajo, Artículos del Código del Trabajo, Ley N.º 8.198 de 14 de septiembre de 1945; concesión de recursos para la celebración del II Centenario de la ciudad de Talca, Ley N.º 7.184 de 14 de julio de 1942.

## Fallecimiento
Falleció en el ejercicio de su cargo, el 15 de julio de 1944. Se llevó a cabo una elección complementaria para llenar la vacante de su sillón senatorial, la que fue lograda por el liberal Arturo Alessandri Palma, quien se incorporó en su reemplazo el 8 de noviembre del mismo año.